# Cinnamomum pseudopedunculatum
Cinnamomum pseudopedunculatum är en lagerväxtart som beskrevs av Bunzo Hayata. Cinnamomum pseudopedunculatum ingår i släktet Cinnamomum och familjen lagerväxter. Inga underarter finns listade i Catalogue of Life.